# Vodopády svatého Antonína
Vodopády svatého Antonína (anglicky Saint Anthony Falls) nacházející se severovýchodně od centra Minneapolisu, byly jediným přírodním vodopádem na horním toku řeky Mississippi. Přírodní vodopády byly nahrazeny betonovým přepadovým jezem (nazývaným také apron, „zástěra“) poté, co se v roce 1869 částečně zbortily. V 50. a 60. letech 20. století, byla postavena soustava zdymadel a přehrad, aby se rozšířila splavnost na body proti proudu.
Vodopády jsou pojmenovány po katolickém světci Antonínu z Padovy. Města St. Anthony a Minneapolis, která vznikla na východní a západní straně vodopádů, se v roce 1872 sloučila. Oblast kolem vodopádů se dnes nazývá historická čtvrť St. Anthony Falls a vede přes ní 3 km dlouhá pěší stezka s informačními tabulemi o minulost oblasti. Minneapolis byla od roku 1880 do roku 1930 nazývána Mlynářským hlavním městem světa.

## Dějiny

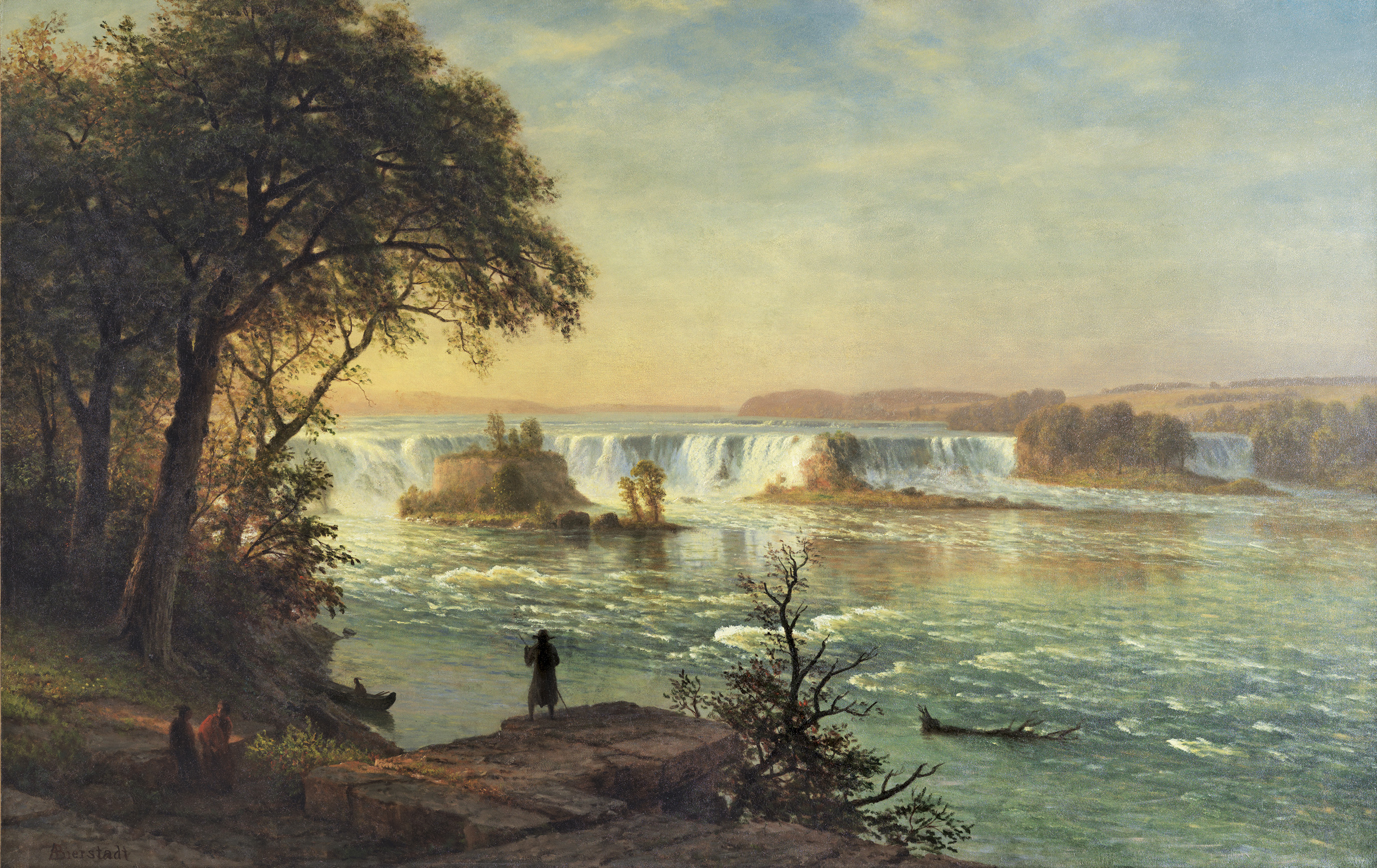
Vodopády na obrazu Alberta Bierstadta

Před příchodem Evropanů měly vodopády kulturní a duchovní význam pro domorodé kmeny, které v této oblasti žily či navštěvovaly. Byli to zejména Dakotové a Odžibvejové. Dakotové si spojovali vodopády s legendami a duchy, včetně Oanktehiho, boha vod a zla, který žil pod padající vodou. Posvátné pády vstupují také do ústní tradice příběhem první manželky válečníka, která zabila sebe a své dvě děti z úzkostné a nešťastné lásky k manželovi, který si vzal druhou manželku. Skalnatý ostrůvek, z nějž žena vyrazila v kánoi ke zkáze, byl pojmenován Spirit Island a byl kdysi hnízdištěm orlů, kteří se živili rybami pod vodopády. V roce 1680 byly vodopády pozorovány a popsány v časopise otcem Louisem Hennepinem, katolickým mnichem belgického původu, který také poprvé popsal Niagarské vodopády. Louis Hennepin vodopády pojmenoval Chutes de Saint-Antoine po patronovi Anthonínu Paduánském.
Po založení Fort Snelling v roce 1819/20 se vodopády staly lákadlem pro turisty, spisovatele a umělce, kteří zde hledali inspiraci. Do 60. let 19. století však průmyslový odpad zaplnil tuto oblast a narušil majestátnost vodopádů. Další využívání vodopádů na obou březích řeky vedla k jejich konečnému zborcení v roce 1869. Následně zde byl instalován betonový přepad (neboli „zástěra“). V roce 1971 byla oblast kolem řeky přidána do národního registru památných míst jako Saint Anthony Falls Historic District.

## Galerie

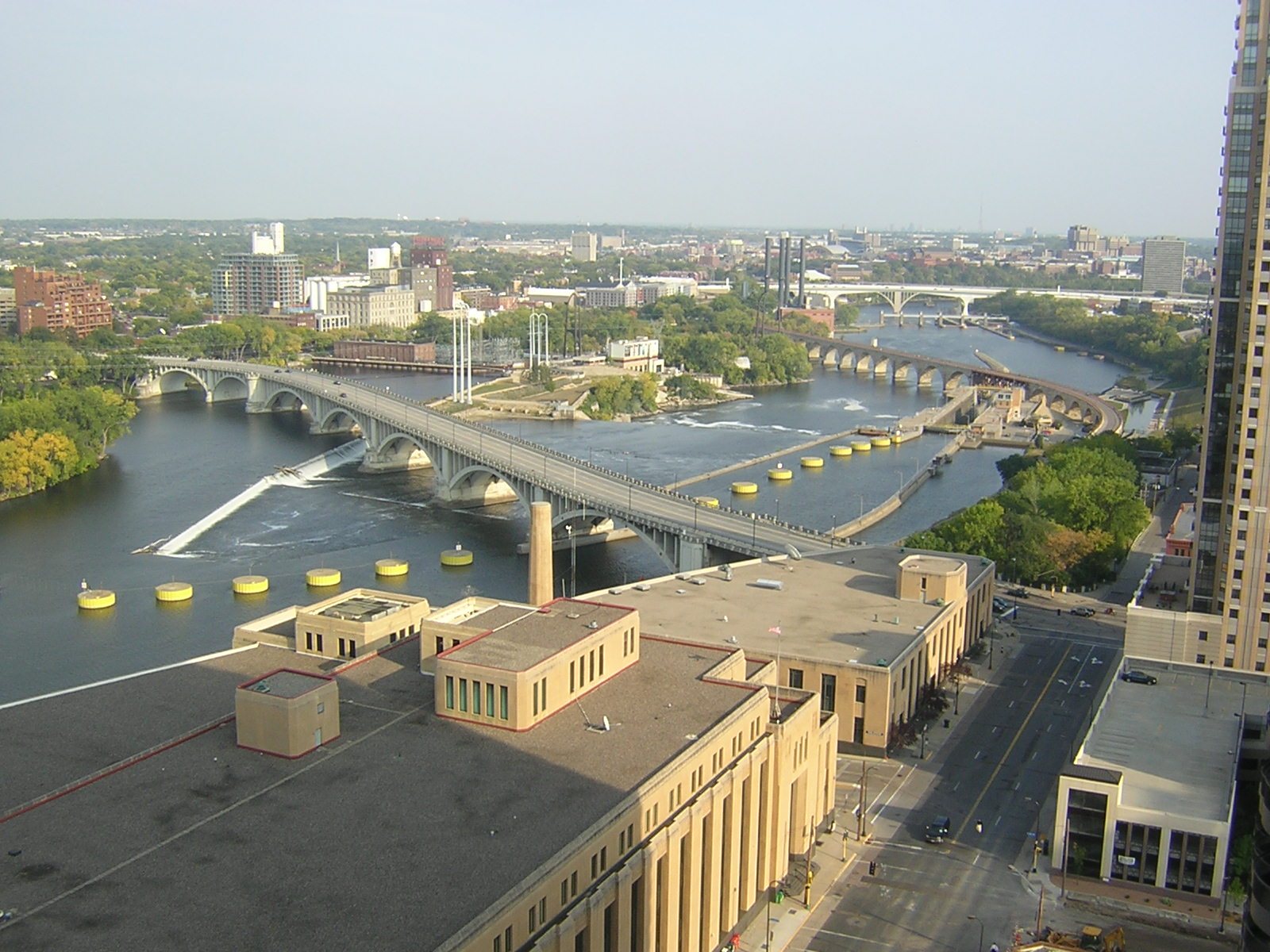
Řeka Mississippi v Minneapolisu dnes při pohledu po proudu.
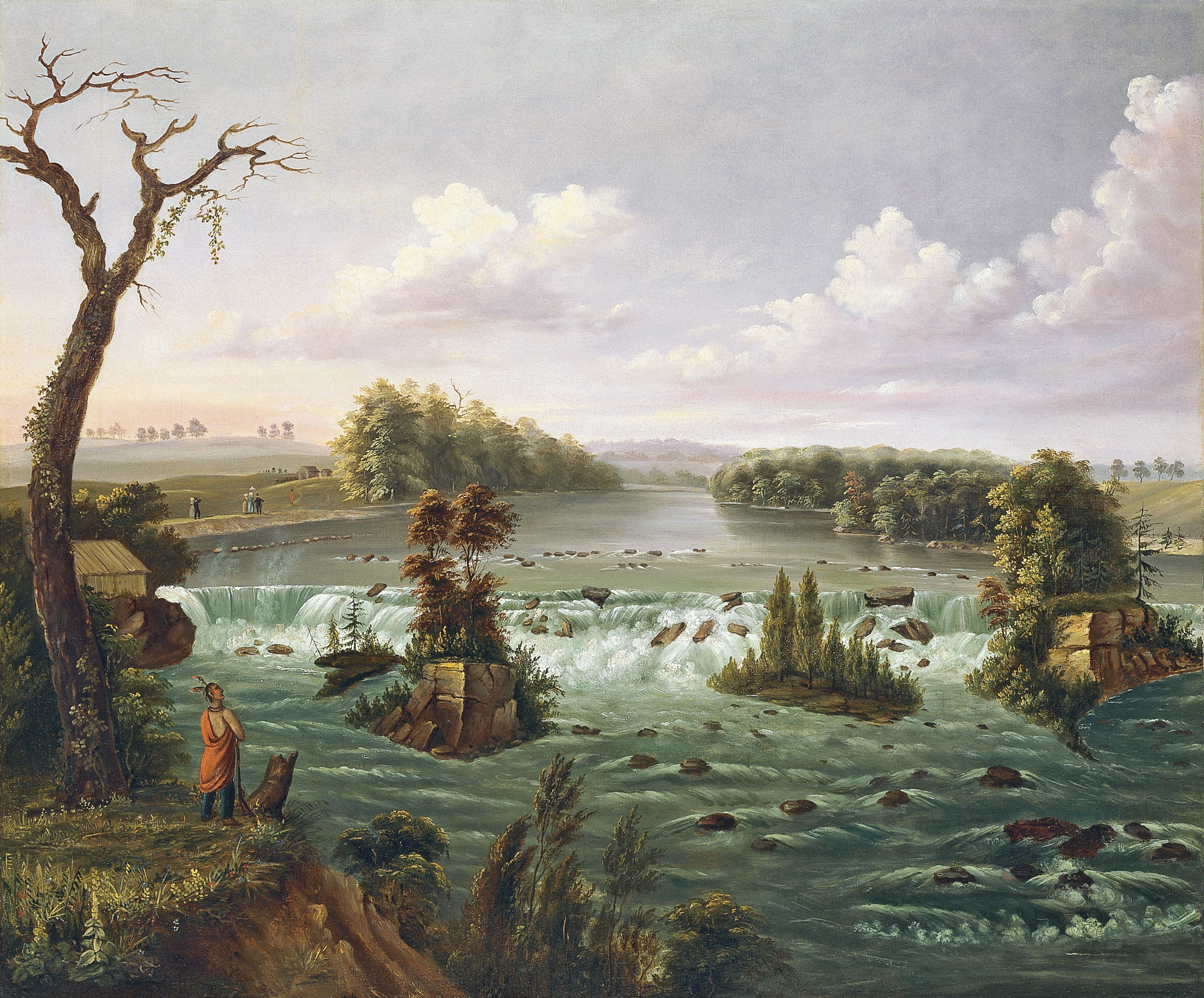
Vodopády sv. Antonína, Alto Mississippi, Henry Lewis, 1847. Muzeum Thyssen-Bornemisza .
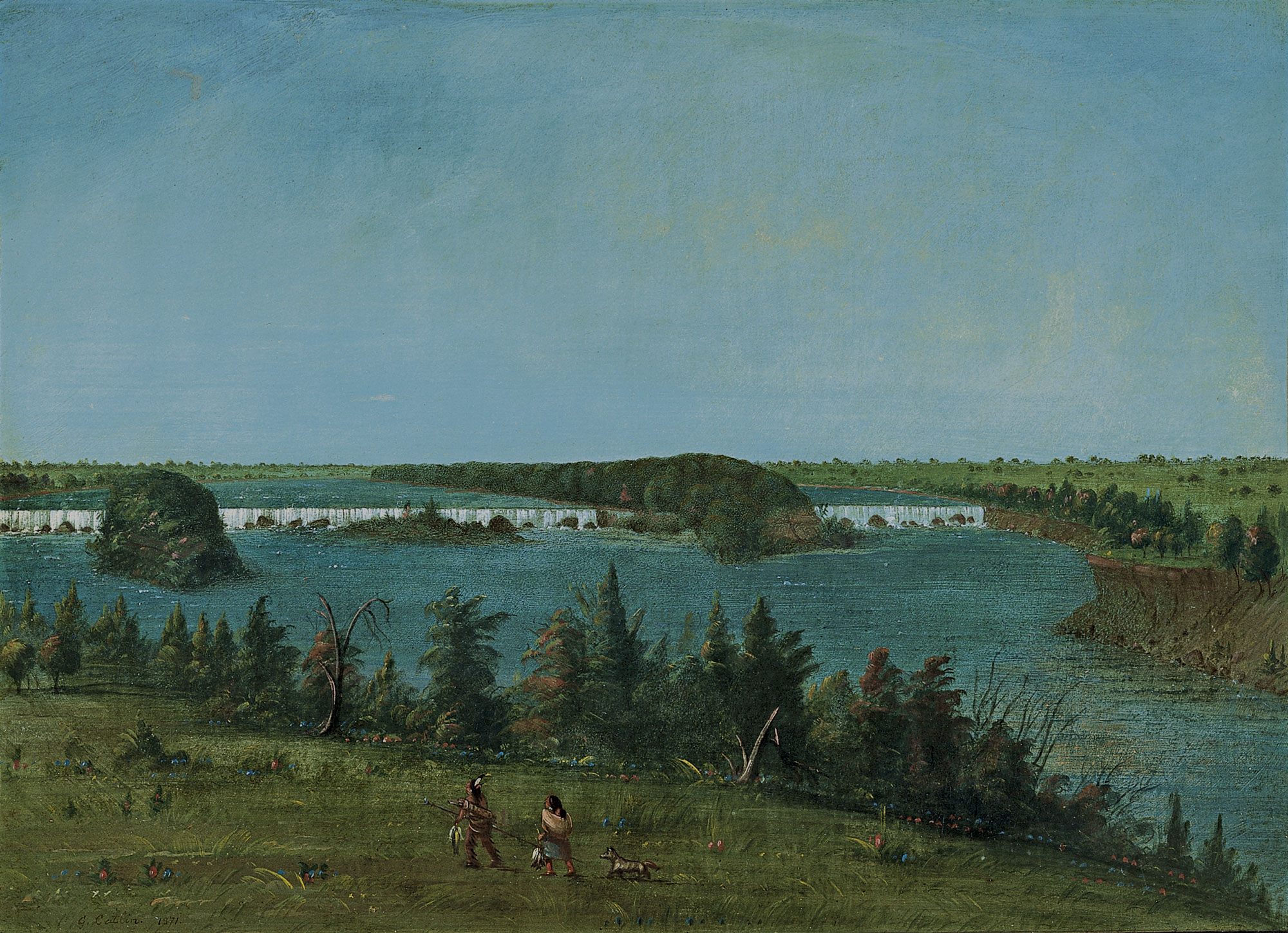
Vodopády sv. Antonína, George Catlin, 1871. Muzeum Thyssen-Bornemisza.